# Vollstreckungsverjährung (Deutschland)
Die Vollstreckungsverjährung verhindert die Vollstreckung einer Strafe oder Maßnahme nach der Verstreichung der jeweiligen Frist. Wurde noch keine Strafe verhängt, gilt die Verfolgungsverjährung (Deutschland).
Die Verjährungsvorschriften im Strafrecht haben sowohl materiell- (umstr.) wie auch formellrechtlichen Charakter.
Grundsätzlich werden alle hoheitlichen Tätigkeiten, die zur Durchsetzung der Vollstreckung mit Eintritt der Verjährung vorgenommen werden, unzulässig.
In Deutschland ist die Vollstreckungsverjährung in §§ 79-79b StGB und in § 34 OWiG geregelt. Beginn der Vollstreckungsverjährung ist der Tag der Rechtskraft der zugrunde liegenden Entscheidung (in der Regel ein Urteil).
Demnach gelten folgende Fristen:
- lebenslange Freiheitsstrafe und Sicherungsverwahrung verjähren nicht,
- Freiheitsstrafen über zehn Jahren verjähren nach 25 Jahren,
- Freiheitsstrafen über fünf bis zu zehn Jahren verjähren nach 20 Jahren,
- Freiheitsstrafen über einem Jahr bis zu fünf Jahren verjähren nach 10 Jahren,
- Freiheitsstrafen bis zu einem Jahr und Geldstrafen über dreißig Tagessätzen verjähren nach 5 Jahren,
- Geldstrafen bis zu dreißig Tagessätzen verjähren nach drei Jahren,
- bei den Maßnahmen nach § 11 StGB gilt grundsätzlich eine Verjährungsfrist von 10 Jahren, die Anordnung von befristeter Führungsaufsicht und die erste Unterbringung in einer Entziehungsanstalt verjährt nach 5 Jahren,
- Geldbußen von mehr als 1000 Euro verjähren nach 5 Jahren,
- alle anderen Geldbußen verjähren nach 3 Jahren.

Grundsätzlich unterliegen die Nebenfolgen, die Folgen auf die Bürgerrechte auslösen (§§ 45-45b StGB), das Fahrverbot (umstr.) und die Entziehung der Fahrerlaubnis, nicht der Vollstreckungsverjährung.
Die Verjährung beginnt mit dem Tag, an dem die Entscheidung rechtskräftig wird (§ 79 Absatz 6 StGB).
Die Verjährung ruht, wenn die Vollstreckung ausgesetzt wurde (§ 79a Nr. 2a StGB), rechtliche Hindernisse, z. B.  Immunität, bestehen (§ 79a Nr. 1 StGB), der Betroffene im In- oder Ausland in einer Anstalt untergebracht ist (§ 79a Nr. 3 StGB) oder dem Betroffenen Aufschub oder Zahlungserleichterungen gewährt wurden. Das Gericht kann die  Verjährungsdauer um die Hälfte der gesetzlichen Frist verlängern, wenn sich der Verurteilte in einem Staat aufhält, der nicht an Deutschland ausliefert (§ 79b StGB).
Bei Taten, die vor 1975 begangen bzw. im Beitrittsgebiet vor dem 3. Oktober 1990 abgeurteilt wurden, sind Art. 309 bzw. Art. 315a EGStGB zu beachten. In der DDR war die Vollstreckungsverjährung in den §§ 340–342 Strafprozeßordnung 1952 bzw. §§ 360–361 Strafprozeßordnung 1968 geregelt, die meisten Fristen waren dort wesentlich kürzer, allerdings ruhte die Verjährung, wenn sich der Verurteilte außerhalb der DDR aufhielt.
Jugendarrest darf bereits ein Jahr nach Eintritt der Rechtskraft des Urteils nicht mehr vollstreckt werden (§ 87(4) JGG).